# Música afroperuana
La música afroperuana es un tipo de música desarrollada por primera vez en Perú por poblaciones africanas que con el tiempo se mezclaron con la música española del siglo XIX.
Los géneros con influencia de la música afroperuana se encuentran en la marinera, el festejo, landó, tondero, la zamacueca, el contrapunto de zapateo, son del diablo, toromata.
Los instrumentos incluye sonidos de guitarra con influencia flamenca, así como instrumentos de percusión, incluyendo cajón, cajita, güiro, cencerro y quijada.
Artistas y grupos notables de la música afroperuana, que a través de los años han incluido a la familia Santa Cruz, entre ellos Victoria y Nicomedes Santa Cruz, la familia Ballumbrosio, la agrupación Perú Negro y los integrantes Porfirio Vásquez y Pepe Vásquez. A esta lista se extiende otros intérpretes como Zambo Cavero, Lucía de la Cruz, Chocolate Algendones, Lucha Reyes, Eva Ayllón, Ronaldo Campos, Caitro Soto, Lucila Campos y Susana Baca.

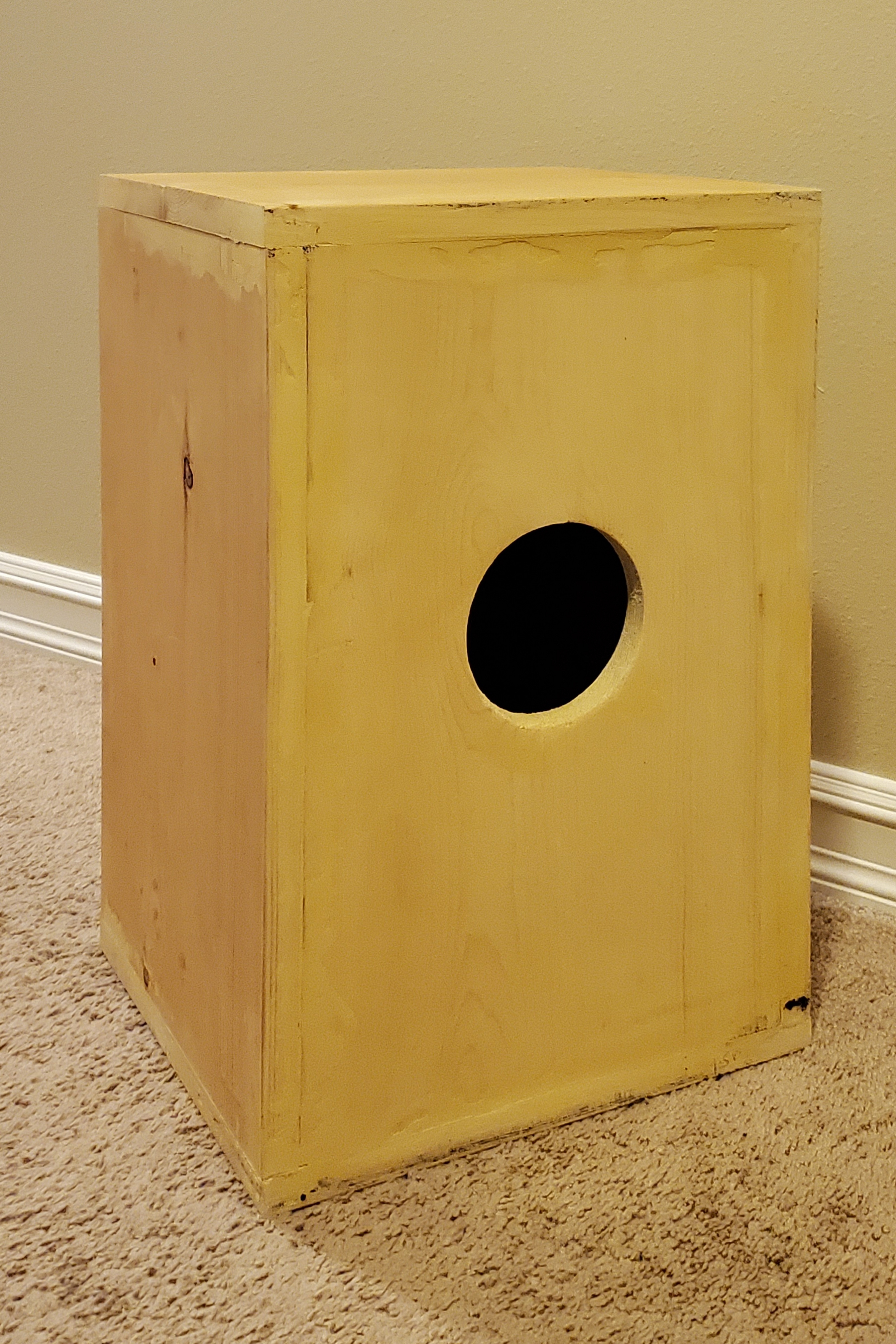
Cajón
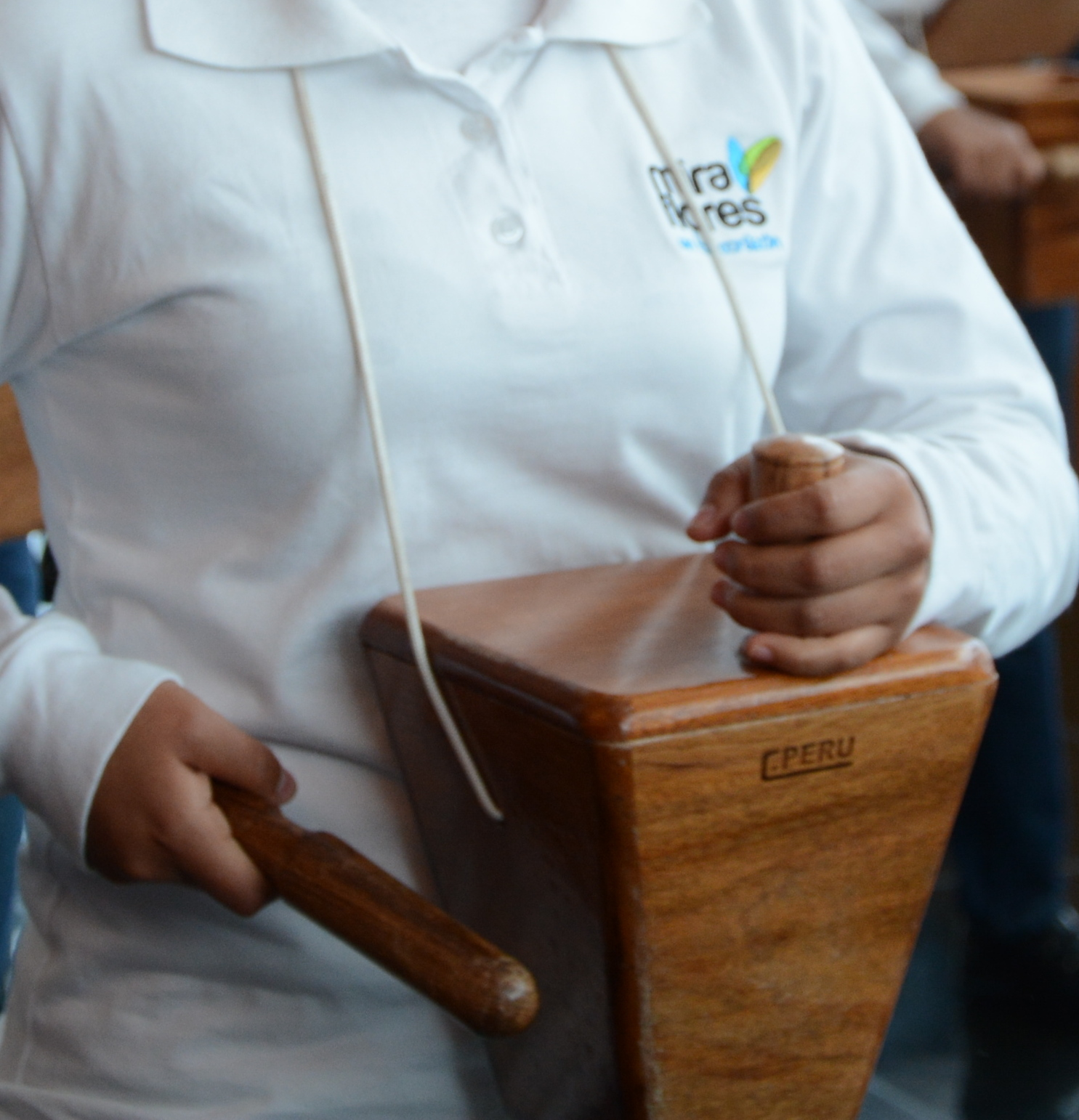
Cajita rítmica
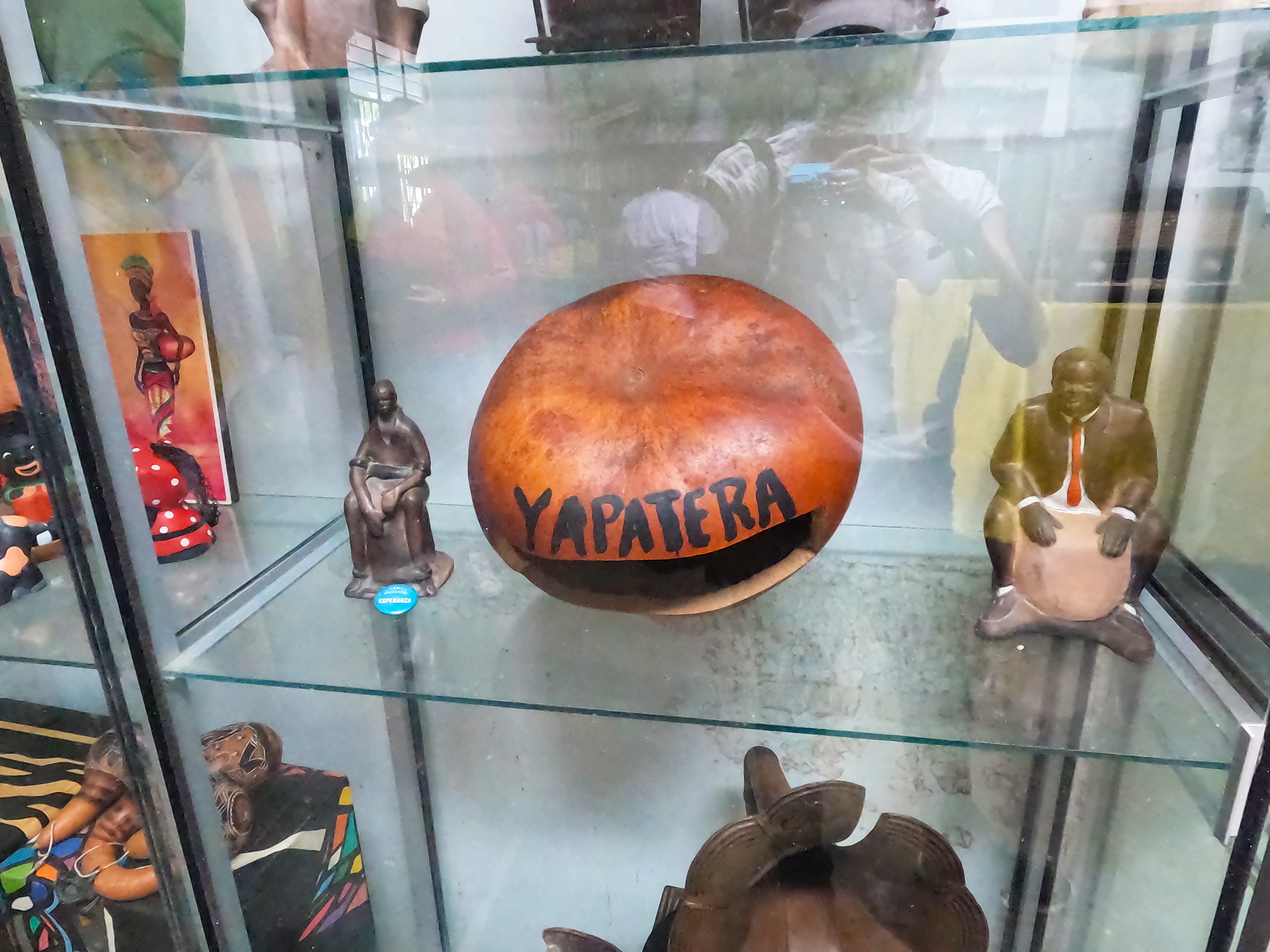
Checo
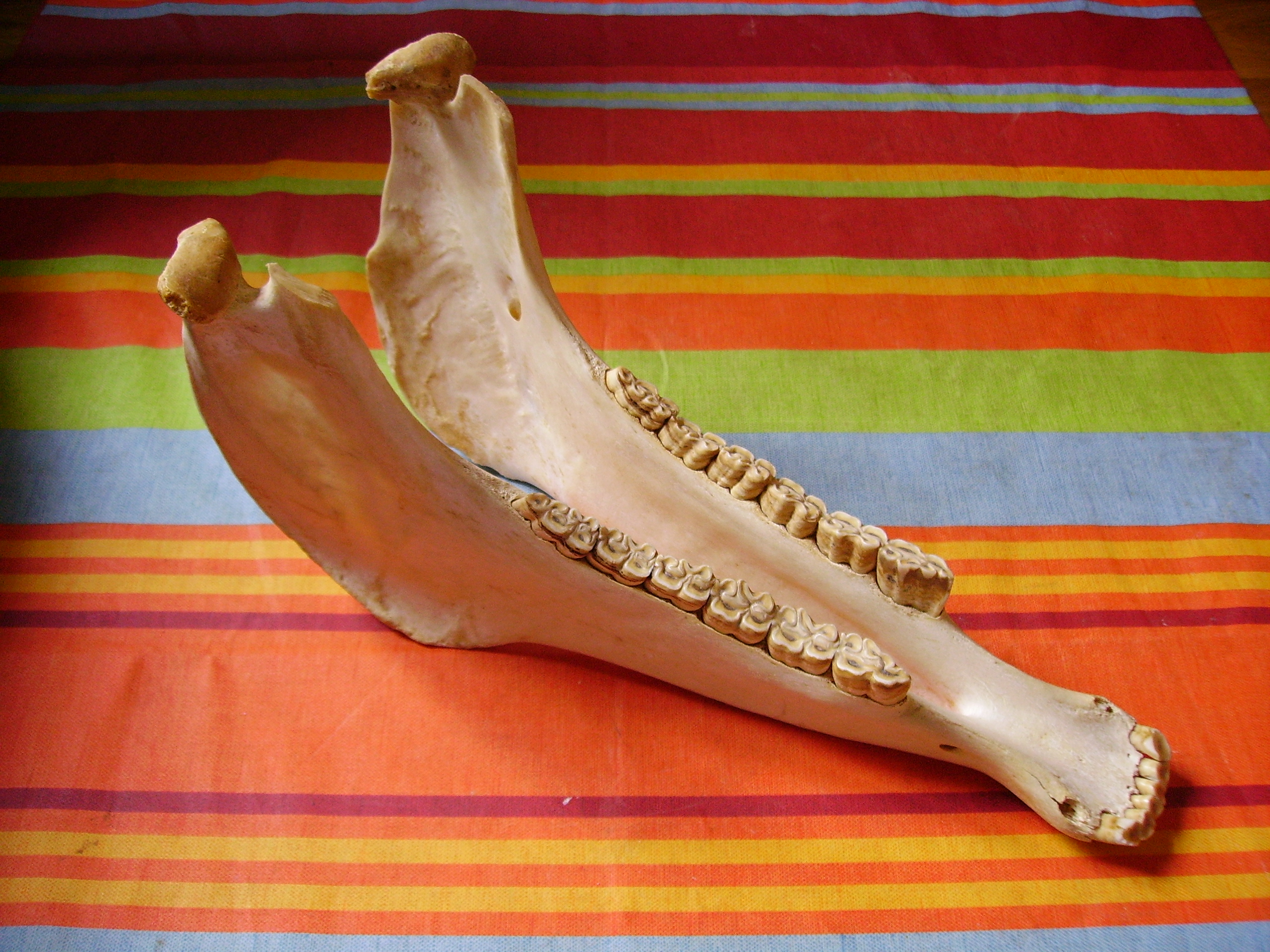
Quijada